# Dedumose II
Djedneferre Dedumose II là một vị pharaon bản địa của Ai Cập cổ đại trong thời kỳ Chuyển tiếp thứ Hai. Theo các nhà Ai Cập học Kim Ryholt và Darrell Baker, ông là một vị vua thuộc vương triều thứ 16 ở Thebes. Ngoài ra, Jürgen von Beckerath, Thomas Schneider và Detlef Franke lại xem ông như là một vị vua thuộc vương triều thứ 13.

## Vấn đề niên đại
Williams và những người khác coi Dedumose là vị vua cuối cùng thuộc vương triều thứ 13 của Ai Cập. Niên đại chính xác dành cho Dedumose chưa được biết rõ, nhưng theo bảng niên đại Ai Cập thường được công nhận thì triều đại của ông có lẽ đã kết thúc vào khoảng năm 1690 TCN.

## Chứng thực

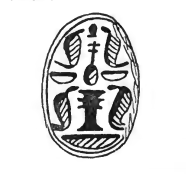
Bức ảnh chụp con dấu bọ hung của Djedneferre, có thể là Dedumose II

Djedneferre Dedumose II được biết đến từ một tấm bia đá có nguồn gốc từ Gebelein, ngày nay nằm tại bảo tàng Cairo (CG 20533). Trên tấm bia đá này Dedumose tuyên bố là đã được tôn lên làm vua, điều này có thể ngụ ý rằng ông là một người con trai của Dedumose I, mặc dù vậy lời phát biểu này cũng có thể chỉ là một dạng tuyên truyền. Giọng điệu hùng dũng của tấm bia đá này có thể phản ánh tình trạng chiến tranh liên miên không ngớt vào những năm cuối cùng của vương triều thứ 16, khi mà người Hyksos xâm lược những vùng đất của nó:
| “ | Vị thần rộng lượng, người được yêu quý của Thebes; người được chọn bởi Horus, người đã gia tăng [quân đội] của mình, người đã xuất hiện giống như ánh sáng mặt trời, người được tôn lên làm vua của hai vùng đất; Người mà thuộc về tiếng reo hò. | ” |

Ludwig Morenz tin rằng đoạn trích phía trên của tấm bia đá này, đặc biệt là "người được tôn lên làm vua", có thể chứng thực cho ý tưởng gây tranh cãi của Eduard Meyer rằng một số vị pharaon nhất định đã được bầu chọn.

## Là Timaios của Josephus
Dedumose thường được gán ghép với Timaios vị vua được sử gia Josephus đề cập tới– ông ta đã trích dẫn từ Manetho – rằng dưới triều đại của ông, một đạo quân xâm lược tới từ châu Á đã chinh phục đất nước mà không cần phải giao chiến.

Cụm từ mở đầu trong đoạn trích dẫn của Josephus đối với tác phẩm của Manetho του Τιμαιος ονομα dường như có phần không đúng về mặt ngữ pháp và theo A. von Gutschmid, các từ tiếng Hy Lạp του Τιμαιος ([mạo từ mạn định sở hữu cách] Timaios [danh cách]) thường được kết hợp thành tên gọi dự kiến Τουτιμαιος (Tutimaios), điều này được dựa trên lập luận khó hiểu của von Gutschmid rằng nó nghe giống như là Tutmes tức Thutmose. Điều này đã ảnh hưởng đến cách chuyển ngữ của tên gọi Dedumose như là Dudimose để nhằm làm tăng thêm sự tương đồng thế nhưng cách chuyển ngữ này lại không được chứng minh là đúng theo như cách đánh vần các chữ tượng hình của tên gọi này.